# Luisa Marie Huber
Luisa Marie Huber (* 22. Juni 1995) ist eine deutsche Tennisspielerin.

## Karriere
Huber spielt vor allem auf dem ITF Women’s Circuit, wo sie bisher vier Titel im Doppel gewinnen konnte. Beim Nürnberger Versicherungscup 2014, ihrem ersten Turnier der WTA Tour, erhielt sie eine Wildcard für die Qualifikation, wo sie in der ersten Runde der Australierin Anastassija Rodionowa unterlag.
In der 2. Tennis-Bundesliga spielte sie 2012, 2014 und auch 2015 für den TC GW Luitpoldpark München.
Ihr bislang letztes internationale Spiel bestritt Huber im April 2017. Sie wird daher nicht mehr in der Weltrangliste geführt.

## Turniersiege

### Doppel
| Nr. | Datum          | Turnier             | Kategorie   | Belag     | Partnerin         | Finalgegnerinnen                   | Ergebnis         |
| --- | -------------- | ------------------- | ----------- | --------- | ----------------- | ---------------------------------- | ---------------- |
| 1.  | 27. Juli 2014  | Viserba             | ITF $10.000 | Sand      | Natalia Siedliska | Georgia Brescia Cristiana Ferrando | 6:3, 6:4         |
| 2.  | 3. August 2014 | Rovereto            | ITF $10.000 | Sand      | Natalia Siedliska | Lisa Sabino Alice Savoretti        | 6:4, 6:1         |
| 3.  | 4. Juli 2015   | Scharm asch-Schaich | ITF $10.000 | Hartplatz | Amelie Intert     | Ola Abou Zekry Eleni Kordolaimi    | 6:2, 2:6, [10:7] |
| 4.  | 19. Juni 2016  | Alkmaar             | ITF $10.000 | Sand      | Hélène Scholsen   | Charlotte Roemer Caroline Werner   | w.o.             |